# Maya Rudolph
Maya Khabira Rudolph, född 27 juli 1972 i Gainesville, Florida, är en amerikansk komiker och skådespelare. 
Maya Rudolph är dotter till musikern Richard Rudolph och soulsångerskan Minnie Riperton. Riperton gick bort i bröstcancer när Maya Rudolph var knappt sju år.
Hon medverkade bland annat i sketchprogrammet Saturday Night Live under sju år. Hon blev en av de fasta skådespelarna i programmet år 2000 och bland hennes kändare imitationer märks Donatella Versace och Maya Angelou. Hon har även haft roller i långfilmer så som 50 First Dates (2004), Idiotrepubliken (2006) och Bridesmaids (2011).
Rudolph lever tillsammans med filmregissören Paul Thomas Anderson och tillsammans har paret fyra barn.

## Filmografi i urval
- 2000–2007 – Saturday Night Live (TV-serie)
- 2004 – 50 First Dates
- 2006 – Idiotrepubliken
- 2007 – Shrek den tredje (röst)
- 2009 – Away We Go
- 2010 – Grown Ups
- 2011 – Bridesmaids
- 2011 – Friends with Kids
- 2011–2012 – Up All Night (TV-serie)
- 2013 – Grown Ups 2
- 2013 – The Way Way Back
- 2013 – Turbo (röst)
- 2014 – Inherent Vice
- 2014 – Big Hero 6 (röst)
- 2016 – The Angry Birds Movie (röst)
- 2017 – The Emoji Movie (röst)
- 2022 – Avförtrollad
- 2023 – Teenage Mutant Ninja Turtles: Mutant Mayhem